# Macrenteron ritteri
Macrenteron ritteri är en sjöpungsart som beskrevs av Vladimir V. Redikorzev 1927. Macrenteron ritteri ingår i släktet Macrenteron och familjen klumpsjöpungar. Inga underarter finns listade i Catalogue of Life.